# Lucas Rodríguez
Lucas Rodríguez (27 april 1997) is een Argentijns voetballer die bij voorkeur als aanvaller speelt. Hij stroomde in 2015 door vanuit de jeugd van Estudiantes.

## Clubcarrière
Rodríguez is afkomstig uit de jeugdopleiding van Estudiantes. Op 11 juli 2015 debuteerde hij in de Argentijnse Primera División tegen San Martín. Zijn eerste competitietreffer volgde op 8 september 2015 tegen Aldosivi. Op 18 oktober 2015 maakte de aanvaller twee treffers tegen Quilmes AC. In zijn eerste seizoen maakte hij drie treffers in elf competitieduels. Het seizoen erop kwam Rodríguez in tien competitiewedstrijden in actie.